# Lydia Clarke
Lydia Marie Clarkeová (14. dubna 1923, Two Rivers, Wisconsin – 3. září 2018, Santa Monica, Kalifornie) byla americká herečka, fotografka a manželka oscarového herce Charltona Hestona.

## Život a dílo
Clarke se narodila ve městě Two Rivers, Wisconsin. Provdala se za Charltona Hestona 17. března 1944, a jejich manželství trvalo 64 let až do jeho smrti 5. dubna 2008. Měli dvě děti: Fraser Clarke Heston a Holly Heston Rochell. Přežila rakovinu prsu a podstoupila mastektomii. Clarke zemřela na komplikace způsobené pneumonií 3. září 2018 v nemocnici UCLA Medical Center v Santa Monice v Kalifornii ve věku 95 let. 

## Filmografie
| Rok  | Název                      | Role           | Poznámky |
| ---- | -------------------------- | -------------- | -------- |
| 1952 | The Greatest Show on Earth | Circus girl    |          |
| 1952 | The Atomic City            | Martha Addison |          |
| 1952 | Bad for Each Other         | Rita Thornburg |          |
| 1968 | Will Penny                 | Mrs. Fraker    |          |

## Televize
- Studio One (2 epizody, 1950–1952)
- The Road to Jericho (1950) TV epizoda
- Captain-General of the Armies (1952) TV epizoda
- This Is Your Life: 30th Anniversary Special (1981)
- 20/20 .... Herself (1 episode, 2002)
- Lasting Love (2003) (TV)

## Fotografka
- 1971: The Omega Man (1971; fotografka)
- 1982: Mother Lode (fotografka jako Lydia Clarke Heston)